# Tert-ブチル基

tert-ブチル基

tert-ブチル基（ターシャリーブチルき、tertiary butyl group）または三級ブチル基（さんきゅうぶちるき）は有機化学における原子団の1つで、分枝アルキル基の一種。構造式は −C(CH3)3, IUPAC組織名では 1,1-ジメチルエチル(1,1-dimethylethyl)基と言い表される。IUPAC命名法で許容された慣用名として三級ブチル基と称することが多く、その略号としてt-ブチル基とも称される。構造式中では t-Bu または tBu などと省略される。そのかさ高さ、3つのメチル基による電子供与性などから、この基を有する化合物は立体配座や反応性において特徴的な性質を示すことが多く、しばしば有機化学研究でその性質が応用される。tert-ブチル基が天然物に含まれることは極めてまれである。

## かさ高さの利用
tert-ブチル基は3つのメチル基が空間に向けて張り出しているため、その α 位にある官能基は他の試薬の攻撃を受けにくくなる。例えばシリルエーテルが酸または塩基存在下に加溶媒分解される際、トリメチルシリル (TMS) エーテルに比べ tert-ブチルジメチルシリル（TBS または TBDMS）エーテルは約2万倍も安定となる。この場合 O-シリル基の酸素原子は tert-ブチル基の β 位であるが、溶媒分子は α 位のケイ素原子に対して求核攻撃しており、プロトン化によるアルキルエーテルの E1脱離（後述の tert-ブチルエーテルの E1脱離）とは反応機構が異なる。

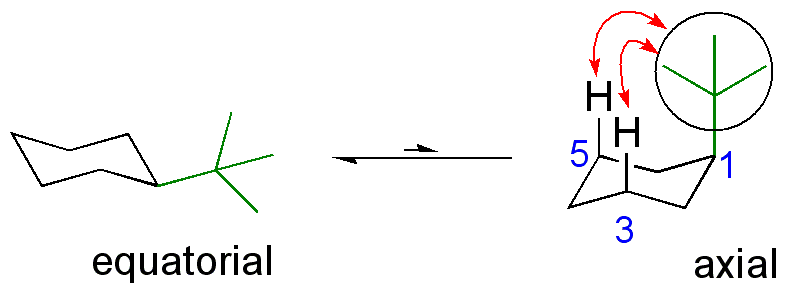
tert-ブチルシクロヘキサンの立体配座

また tert-ブチルシクロヘキサンにおいて、tert-ブチル基がアキシャル位をとるような立体配座は、シクロヘキサン環上で3位および5位の水素原子とtert-ブチル基との立体反発が起こるため極めて不利になる。ゆえに回転ポテンシャル的に有利な、 tert-ブチル基がエクアトリアル位にある立体配座をとる。

## 高い電子密度の利用
tert-ブチルカチオンは3つのメチル基から電子供与を受けるためカルボカチオンとしては極めて安定である。このため次節で述べるように tert-ブチルエーテルや tert-ブチルエステルは強酸条件で開裂しやすく、保護基として用いることができる。
高い電子供与性は C−H の酸性度を減弱させ、大きな立体障害は求核性を減弱させる。この2つの作用により tert-ブチルリチウムは有機合成において利用しうる最強の塩基の1つとなっている。また、プロトン引き抜き剤ではなく1電子還元剤として作用することもある。

## 保護基としての利用
ヒドロキシ基やカルボキシ基をそれぞれ tert-ブチルエーテルや tert-ブチルエステルとして保護するのに用いられる。共に強酸性条件で切断される。前者は塩基性加水分解条件、求核剤、ヒドリド還元、接触還元などの条件に全く安定である。後者もそのかさ高さのため、通常のエステルに比べ加水分解や求核剤に強く、接触還元などに対しては安定である。
tert-ブチル化
アルコールやカルボン酸を適当な溶媒に溶解し、触媒量の硫酸存在下イソブテンを吹き込みながら反応させる。tert-ブチルエステルはカルボン酸とtert-ブチルアルコールの縮合などによっても得られる。
一方 N-tert-ブチル基やS-tert-ブチル基は酸性条件下でも安定で除去が困難な場面が多いため、通常 tert-ブチル基はアミンやチオールの保護基としては用いられない。
脱保護
トリフルオロ酢酸または4規定塩酸-酢酸エチル溶液などを作用させる。通常、tert-ブチルエーテルや tert-ブチルエステルの酸による加溶媒分解はアルコールやエステルカルボニルの酸素原子がプロトン化を受け、炭素−酸素結合の開裂によってtert-ブチルカルボカチオンが生成する機構（E1機構）にて進行する。副生成物はイソブテンのみであるため、単に溶媒を留去するだけで収率よく脱保護体が得られる。ただしスルフィド基などが存在すると tert-ブチルカルボカチオンが硫黄原子に付加するので、tert-ブチル基のスカベンジャー（捕捉剤）を脱保護の際に必要とする場合もある。

## 主な化合物
- tert-ブチルアルコール（2-メチル-2-プロパノール）
- メチルtert-ブチルエーテル (MTBE)
- tert-ブチルアミン
- ピバル酸（2,2-ジメチルプロピオン酸）